# 제이 다르덴
존 리 "제이" 다덴 주니어(John Leigh "Jay" Dardenne, Jr., 1954년 2월 6일 ~ )는 미국의 정치인으로, 제53대 루이지애나주 부지사이다.

## 학력
- 루이지애나 주립 대학교 인문사회 학사
- 루이지애나 주립 대학교 법무박사

## 경력
- 1992 ~ 2006 제65·66·67·68대 루이지애나 제16선거구 상원의원
- 2006.11 ~ 2010.11 제37대 루이지애나 주무장관
- 2010.11 ~ 2016.01 제53대 루이지애나 부지사
- 2016.01 ~ 2024.01 루이지애나 행정국장

## 역대 선거 결과
| 선거명        | 직책명                       | 대수 | 정당   | 1차 득표율 | 1차 득표수 | 2차 득표율 | 2차 득표수 | 결과 | 당락                       |
| ------------- | ---------------------------- | ---- | ------ | ---------- | ---------- | ---------- | ---------- | ---- | -------------------------- |
| 1987년 선거   | 상원의원 (루이지애나 제16부) | 64대 | 공화당 | 30.68%     | 10,313표   | 49.43%     | 12,332표   | 2위  | 낙선                       |
| 1991년 선거   | 상원의원 (루이지애나 제16부) | 65대 | 공화당 | 41.60%     | 18,642표   | 52.18%     | 26,120표   | 1위  | 루이지애나 주의원 당선     |
| 1995년 선거   | 상원의원 (루이지애나 제16부) | 66대 | 공화당 | 단독후보   | 무투표     |            |            | 1위  | 루이지애나 주의원 당선     |
| 1999년 선거   | 상원의원 (루이지애나 제16부) | 67대 | 공화당 | 단독후보   | 무투표     |            |            | 1위  | 루이지애나 주의원 당선     |
| 2003년 선거   | 상원의원 (루이지애나 제16부) | 68대 | 공화당 | 78.04%     | 34,679표   |            |            | 1위  | 루이지애나 주의원 당선     |
| 2006년 재선거 | 루이지애나 주무장관          | 37대 | 공화당 | 29.75%     | 191,562표  | 단독후보   | 무투표     | 1위  | 루이지애나주 주무장관 당선 |
| 2007년 선거   | 루이지애나 주무장관          | 37대 | 공화당 | 63.35%     | 58,156표   |            |            | 1위  | 루이지애나주 주무장관 당선 |
| 2010년 재선거 | 루이지애나 부지사            | 53대 | 공화당 | 27.61%     | 180,915표  | 57.09%     | 719,271표  | 1위  | 루이지애나 부지사 당선     |
| 2011년 선거   | 루이지애나 부지사            | 53대 | 공화당 | 53.13%     | 504,541표  |            |            | 1위  | 루이지애나 부지사 당선     |
| 2015년 선거   | 루이지애나 주지사            | 56대 | 공화당 | 14.96%     | 166,656표  |            |            | 4위  | 낙선                       |